# Caloptilia sphenocrossa
Caloptilia sphenocrossa är en fjärilsart som först beskrevs av Edward Meyrick 1934.  Caloptilia sphenocrossa ingår i släktet Caloptilia och familjen styltmalar. Inga underarter finns listade i Catalogue of Life.